# Тухманов, Давид Фёдорович
Дави́д Фёдорович Тухма́нов (род. 20 июля 1940, Москва, СССР) — советский и российский композитор, пианист; народный артист Российской Федерации (2000), лауреат двух Государственных премий Российской Федерации (2003, 2020) и премии Ленинского комсомола (1977).

## Биография
Родился 20 июля 1940 года в Москве. Отец, Фёдор Давидович Тухманов (1903—?)  — инженер армянского происхождения, мать Вера Анатольевна Карасёва (1903—?) — музыкант, композитор.
Начал занятия музыкой в раннем детстве под руководством матери, а затем поступил в музыкальную школу-десятилетку им. Гнесиных по классу фортепиано; его первой учительницей была Е. Эфрусси. Елена Фабиановна Гнесина всячески поощряла его стремление сочинять музыку. Первыми опытами были пьесы для фортепиано, вокальные произведения — романсы, баллады. Начиная с 7-го класса школы, были регулярные занятия по композиции и теории музыки с Львом Николаевичем Наумовым.
В 1958 году Тухманов поступил на композиторское отделение Музыкально-педагогического государственного института им. Гнесиных. В институте учился в классе Ф. Е. Витачека, окончил институт в 1963 году. Дипломной работой композитора была оратория для хора, оркестра и солистов «За далью даль» на отрывки из поэмы А. Твардовского, а также цикл баллад и романсов на стихи Генриха Гейне в переводе русских поэтов (первым исполнителем этих романсов был молодой Александр Градский). После окончания института Тухманов был призван в армию, служил в Ансамбле песни и пляски Московского военного округа, где руководил оркестром.
Работать в жанре песни начал в 1960-е годы. Первая пластинка, вышедшая на фирме «Мелодия» в 1965 году, обозначала Тухманова как аранжировщика к песням Булата Окуджавы и Юрия Визбора. Свой первый эстрадный хит «Последняя электричка» (автор слов — Михаил Ножкин) написал в 1964 году. В 1966 году в радиопередаче «С добрым утром!» её исполнил певец Владимир Макаров, открыв дорогу песням Тухманова на телевидение. Позже перешёл к написанию цикла патриотических песен, из которых известными стали «Я люблю тебя, Россия», «Мой адрес — Советский Союз», «Мы — большая семья» и другие.
В 1968 году поэт Онегин Гаджикасимов написал на мелодию Тухманова «Восточную песню». После появления на Всесоюзном радио в передаче «С добрым утром!», песня сделала знаменитым в СССР её первого исполнителя — Валерия Ободзинского, с которым Тухманов сотрудничал до 1974 года.
В 1972 году был удостоен Премии Московского комсомола за песни гражданской темы — «День без выстрела», «Земля черна» и другие.
В 1972 году был выпущен первый авторский диск «Как прекрасен мир», в котором Тухманов впервые объединил песни в один альбом, где звучали голоса новых исполнителей — А. Градского, Леонида Бергера, Н. Бродской, Г. Ненашевой. Получилась пластинка, объединённая по принципу сюиты, иными словами, с чётко выстроенной концепцией. Сам Тухманов позже заявлял, что все его пластинки — это эксперименты над музыкой в стремлении создать что-то новое, необычное, а принцип сюитности был заимствован у The Beatles, в особенности из канвы альбома Sgt. Pepper's Lonely Hearts Club Band.
В 1974 году вышла пластинка с песнями из музыкального комедийного фильма «Эта весёлая планета», главным шлягером которого стала «Песня о вечном движении» в исполнении Льва Лещенко. Одновременно Тухманов активно сотрудничал с ВИА «Весёлые ребята», «Самоцветы», «Лейся, песня», усложняя аранжировки эстрадных песен, делая их близкими к арт-року.
1975 год ознаменовался появлением песни «День Победы» на стихи Владимира Харитонова. Произведение сначала не брали на ТВ и радио, сочтя музыку Тухманова фокстротом, а стихи Харитонова — легкомысленными. Тем не менее 9 мая Краснознамённый ансамбль под управлением Бориса Александрова впервые публично исполнил песню со сцены Концертного зала имени П. И. Чайковского, солировал Эдуард Лабковский. В числе первых исполнителей были также супруга композитора Татьяна Сашко и Леонид Сметанников. В ноябре Лев Лещенко спел произведение на концерте ко Дню милиции и далее успешно исполнил его на фестивалях «Песня года» в 1975 и 1976 годах. В итоге песня получила в СССР всенародное признание.
В 1976 году вышел диск «По волне моей памяти», написанный на стихи классических поэтов. В записи приняли участие молодые, неизвестные в то время певцы (Александр Барыкин, Александр Лерман, Сергей Беликов, Мехрдад Бади, Игорь Иванов). Пластинка более чётко представляла собой сюитную работу с применением рок-музыки, классики. Альбом был распродан тиражом в 2,5 миллиона экземпляров и занял 3-е место в хит-параде «Звуковая дорожка» газеты «Московский комсомолец» по итогам 1978 года.
Созданным в период с 1976 по 1985 годы шлягерам свойственны мелодизм, яркие аранжировки и безукоризненное исполнение. Такие песни, как «Так не должно быть», «Олимпиада-80», «Родина моя», «Там в сентябре», «Как жаль» — вершины мастерства Тухманова, где переплелись классическая музыка, хард-рок, симфония. Тухманов открыл дорогу в будущее таким исполнителям, как Валерий Леонтьев, Александр Барыкин, Николай Носков, Яак Йоала.

### 1980-е и 1990-е
Пластинка 1982 года «НЛО», записанная с рок-группой «Москва» выполнена в стиле хард-рока на стихи поэтов-классиков. Для солиста группы Николая Носкова Тухманов в 1983 году написал композицию «Ночь», на стихи 1915 года поэта Владимира Маяковского.
Альбомы 1985 года «Ступени» (группа «Карнавал») и «Сама любовь» (Яак Йоала) в очередной раз доказывают умение Тухманова написать яркие мелодии с применением электронных синтезаторов. Несколько ярких номеров в том же стиле записали Сергей Беликов, Валерий Леонтьев, Людмила Сенчина.
В 1986 году Тухманову было предложено вести проект «Электроклуб», куда входили солисты Ирина Аллегрова и Игорь Тальков. Постепенно Тухманов стал отдаляться от эстрады, в основном работая в жанре камерной музыки, хотя по словам Александра Градского, ещё в 1974 году, во время экзаменов в Гнесинский институт, он исполнял камерные творения Тухманова на стихи Генриха Гейне.
В 1986 году в Москве состоялся Творческий вечер Давида Тухманова.
В 1989 году в содружестве с известным детским поэтом Юрием Энтиным был написан мюзикл «Багдадский вор», премьера которого состоялась в 1990 году в московском театре «Сатирикон» и одновременно в Свердловском театре музкомедии.
В 1991 году уехал жить в Германию. Начиная с 1995 года, после перерыва, связанного с пребыванием в Германии, Тухманов начал работать над детскими музыкальными проектами, создавая репертуар для детских ансамблей, хоров и театральных шоу. Вместе с Юрием Энтиным написаны песенные циклы: «Золотая горка», «О многих шестиногих», «Бяки-Буки», «Ужастик-Парк», «Гоголь-Моголь-Дискотека», «Игра в классики», изданные в нотных сборниках, на компакт-дисках и аудиокассетах. Тухманов написал гимн детского фестиваля мультфильмов «Золотая рыбка».
В 1997 году вернулся в Россию. Компакт-диски, записанные в Европе, являются отобранными Юрием Энтиным песнями с яркой поэтической основой, а перезапись проводилась из личных фонотек Тухманова фирмой «LJ». В дальнейшем авторские сборники композитора в России выпускала фирма «Бомба Мьюзик».
В 1998 году приглашался к музыкальному руководству и написанию музыки для Всемирных Олимпийских юношеских игр в Москве, и такую же работу он проводил в подобной акции в июне 2002 года.

### XXI век
В 2000 году отметил 60-летний юбилей большими авторскими концертами в ГЦКЗ «Россия». Тогда же ему было присвоено звание Народного артиста России.
Осенью 2001 года состоялась премьера спектакля «Мадлен, спокойно!», музыку к которому Тухманов написал специально для Людмилы Гурченко.
В 2002 году для празднования Дня славянской письменности и культуры в г. Новосибирске Тухманов создал ораторию «Легенда о Ермаке» для большого хора, солистов и оркестра.
В июне 2003 года в московском театре сатиры состоялась премьера комедии «Слишком женатый таксист», музыка к которому была написана Д. Тухмановым.
Тухманов создавал музыкальное оформление празднования Дня независимости России на Красной площади в Москве в 2003 и 2004 годах. В области камерной музыки композитором созданы циклы баллад и романсов: «Квадратные окошки» на стихи Иннокентия Анненского, «Сон Себастиана» на стихи австрийского поэта Георга Тракля, поэма для скрипки и оркестра «Святая ночь». Одна из новых работ — музыкально-поэтическая программа «Танго снов Бориса Поплавского».
В 2004 году на сцене Государственного Кремлёвского дворца прошли авторские концерты композитора «Притяжение любви».
В конце 2005 года закончил работу над оперой «Царица» (авторское название «Екатерина Великая»; либретто Ю. Ряшенцева и Г. Полиди); написал песню «Астана» на стихи поэта Б. Канапьянова. В том же году был записан цикл песен на стихи Бориса Юлиановича Поплавского, выпущенный только в 2011 году. Премьера оперы «Царица» прошла 22 июля 2009 года на сцене Александринского театра (Санкт-Петербург). 25 ноября состоялась московская премьера оперы, спектакли прошли на сцене Государственного Кремлёвского дворца.
В 2009 году создал цикл на стихи А. С. Пушкина, который был исполнен Олегом Митяевым, Мариной Есипенко, а также с молодым певцом Витольдом Петровским. Премьера состоялась в киноклубе «Эльдар» Э. Рязанова, позже была представлена в музее-заповеднике «Михайловское» и на сценах БКЗ «Октябрьский» и Государственного Кремлёвского Дворца.
В 2009 году фирма «Бомба-Мьюзик» выпустила два DVD-диска с архивными материалами на музыку Давида Федоровича.
19 и 21 марта 2010 года опера «Царица» прошла на сцене Музыкального театра «Премьера» в г. Краснодаре. В юбилей композитора, 20 июля 2010 года, театр «Геликон-Опера» представил оперу «Царица» на новой сцене Большого театра в г. Москве. Написание оперы было приурочено к подготавливаемому юбилейному празднованию 400-летия Дома Романовых (1613—2013) в России и за её пределами.
С 26 июля 2010 года Тухманов — член Патриаршего совета по культуре (Русская православная церковь).
30 июля 2010 года вечер на фестивале «Новая волна» в Юрмале был посвящён юбилею композитора. Там же ему был вручён Орден за заслуги перед Отечеством IV степени.
В настоящее время Давид Тухманов живёт на три дома — в Израиле, России и Центральной Европе. В Израиле живёт в небольшом городе Кирьят-Оно, входящем в Тель-Авивский мегаполис.

### Личная жизнь
Первая жена (около двадцати лет с середины 1960-х годов) — Татьяна Сашко, певица и поэт-песенник, которая фактически в течение всего этого времени была продюсером Тухманова.
- Дочь — Анастасия Давидовна Тухманова (род. 1974), закончила МГИМО, переводчик с английского и немецкого языков.

Вторая жена — Наталья, которая во время длительного отъезда Тухманова в Германию выписала его из пятикомнатной московской квартиры. Тухманов обратился с иском в суд, где его доверенным лицом была бывшая жена Татьяна Сашко.
Третья жена — Любовь Викторовна, пианистка и певица, живущая в Израиле (познакомились в 1991 году в Германии).

## Награды и звания
Почётные звания:
- Заслуженный деятель искусств РСФСР (1983)[14].
- Народный артист Российской Федерации (11 ноября 2000) — за большие заслуги в области музыкального искусства[15].

Премии:
- Премия Московского комсомола (1972) — в области литературы и искусства[16].
- Премия Ленинского комсомола (1977).
- Государственная премия Российской Федерации в области эстрадного искусства (5 июня 2003) — за авторские концерты 2000-2001 годов в Государственном центральном концертном зале «Россия»[17].
- Межгосударственная премия СНГ «Звёзды Содружества» (2009) — за лучшее произведение, посвященное Победе в Великой Отечественной войне[18].
- Государственная премия Российской Федерации (18 июня 2020) — за выдающиеся достижения в области гуманитарной деятельности за 2019 год[19].

Ордена:
- Орден Дружбы народов (14 ноября 1980) — за большую работу по подготовке и проведению Игр XXII Олимпиады[20].
- Орден «За заслуги перед Отечеством» IV степени (20 июля 2010) — за большой вклад в развитие отечественного музыкального искусства и многолетнюю творческую деятельность[21][22].

Другие награды и поощрения:
- Благодарность Президента Российской Федерации (21 сентября 2003) — за активное участие в подготовке и проведении в Москве торжественного мероприятия, посвящённого Дню России[23].

## Оценки творчества
Его самые заметные произведения всегда были экспериментами с интерпретацией и реконструкцией. Тухманов отталкивается от условного "общего прошлого" и апеллирует к народной памяти как к коллективному бессознательному, в котором нет ни дат, ни имён, но на личном уровне. <...> Тонкий музыкальный реставратор, он работает с мифами и утопиями как с дополненной реальностью, в которой всё узнаваемое, всё своё, точнее "наше".
 — Александр Морсин, «ТАСС».

## Песни
- «Амдерма» (М. Пляцковский) — исп. Владимир Макаров
- «А снег повалится» (Е. Евтушенко) — исп. Муслим Магомаев
- «А ты люби, свою девчонку» (М. Ножкин) — исп. Олег Ухналёв, ВК «Аккорд», ансамбль «Весёлые ребята»
- «Аист на крыше» (А. Поперечный) — исп. София Ротару
- «Алло-алло, Алёна» (М. Пляцковский) — исп. Игорь Иванов
- «Аргентинское танго» (Л. Рубальская) — исп. Николай Басков
- «Баллада о ледяном доме» (А. Саед-Шах) — исп. Валерий Леонтьев, Филипп Киркоров
- «Баня» (М. Танич) — исп. ансамбль «Весёлые ребята»
- «Белый танец» (И. Шаферан) — исп. Татьяна Сашко, Светлана Резанова, Людмила Сенчина, дуэт — Ольга Вардашева и Людмила Невзгляд
- «Берегите поле» (В. Фирсов) — исп. Сергей Беликов
- «Бессонница» (В. Тушнова) — исп. София Ротару
- «Бреду по жёлтым склонам» (С. Романов) — исп. Валерий Леонтьев
- «Вальс в медсанбате» (В.Харитонов) — исп. София Ротару
- «В доме моём» (А. Саед-Шах) — исп. София Ротару
- «Ваза» (С. Романов) — исп. Виктор Салтыков (гр. «Электроклуб»)
- «Вакхическая песня» (на стихотворение А. С. Пушкина, 1825)
- «Варшавский дождь» (В. Сергеев) — исп. ансамбль «Весёлые ребята» (солист Александр Лерман)
- «Ветер задремал» (М. Рябинин) — исп. Виктор Салтыков (гр. «Электроклуб»)
- «Вечная весна» (И. Шаферан) — исп. Валерий Ободзинский, ансамбль «Весёлые ребята»
- «Вечное движение» (В. Харитонов) — исп. Лев Лещенко, Владимир Винокур
- «Видно, так устроен свет» (М. Пляцковский) — исп. Майя Кристалинская
- «Воздушные замки» (Л. Фадеев) — исп. И. Аллегрова и И. Тальков (гр. «Электроклуб»)
- «Волшебная комната» (С. Кирсанов) — исп. группа «Москва»
- «Восточная песня» (О. Гаджикасимов) — исп. Валерий Ободзинский, исп. ансамбль «Весёлые ребята» (сол. Юлий Слободкин), гр. «Комиссар», гр. «Премьер-Министр»
- «Всё жду и жду ответа» (Б. Дубровин) — исп. Татьяна Анциферова
- «Всё на совесть» (В. Харитонов) — исп. Юрий Антонов (ВИА «Магистраль»)
- «В часы забав» (А. Пушкин) — исп. Витольд Петровский
- «Вы мне не поверите» (В. Харитонов) — исп. Игорь Иванов
- «Вы никому не верите» (Л. Рубальская) — исп. Иосиф Кобзон
- «В полночный час» (Л. Стефанова) — исп. Валерий Леонтьев
- «Вы разрешите с вами познакомиться» (И. Кохановский) — исп. Эдуард Хиль, Иосиф Кобзон
- «Галина» (Л. Завальнюк) — исп. ВИА «Добры молодцы», Иосиф Кобзон
- «Гитара» (М. Ножкин) — исп. Михаил Ножкин
- «Горькие яблоки» (А. Поперечный) — исп. Валерий Леонтьев, Людмила Гурченко
- «Грибной дождь» (С. Кирсанов) — исп. группа «Москва», Родриго Фоминс
- «Гуцулочка» (С. Островой) — исп. Эмиль Горовец, Вадим Мулерман, Мария Лукач, «ВИА Гра»
- «Давно это было, давно» (В. Лазарев) — исп. Мария Лукач
- «Дадим шар земной детям» (Н. Хикмет) — исп. София Ротару
- «Да здравствуют музы!» (А. Пушкин) — исп. Олег Митяев
- «Дарю тебе Москву» (М. Танич) — исп. ВИА «Пламя»
- «Два листка» (Л. Овсянникова) — исп. Татьяна Анциферова
- «23-й век» (С. Кирсанов) — исп. Юлий Слободкин (ВИА «Москвичи»), ансамбль «Весёлые ребята», гр. «Москва»
- «23 часа полёта» (И. Шаферан) — исп. Олег Ухналёв
- «Две копейки» (Б. Дубровин) — исп. Александр Барыкин
- «День без выстрела» или «Утопические стихи» или «Обращение» (М. Дудин) — исп. Юлий Слободкин (ВИА «Москвичи»), ансамбль «Весёлые ребята», Галина Ненашева, ВИА «Поющие Гитары»
- «День Победы» (В. Харитонов) — исп. Татьяна Сашко, Леонид Сметанников, Лев Лещенко, Иосиф Кобзон
- «Деревенька моя» (М. Хайдаров) — исп. Геннадий Каменный
- «Джоконда» (Т. Сашко) — исп. Александр Градский
- «Диета» (М. Танич) — исп. ансамбль «Весёлые ребята»
- «Дорога» (М. Ножкин) — исп. Эмиль Горовец
- «Дорожные жалобы» (А. С. Пушкин) — исп. Олег Митяев
- «Если я заболею» (Я. Смеляков) — исп. Юрий Гуляев, Иосиф Кобзон, Юрий Шевчук
- «Есть!» (М. Ножкин) — исп. Вадим Мулерман, группа «Адреналин»
- «Ещё не поздно» (В. Харитонов) — исп. ансамбль «Весёлые ребята», Яак Йоала
- «Желание славы» (А. Пушкин) — исп. Витольд Петровский
- «Женщины» или «Соловьи» (Л. Фадеев) — исп. Лев Лещенко
- «Жёлтые розы» (Е. Давиташвили) — исп. Ольга Денисенко
- «Жёны русских солдат» (Э. Вериго) — Иосиф Кобзон
- «Жил-был я» (С. Кирсанов) — исп. Александр Градский, Валерий Ободзинский, Григорий Лепс
- «Зачем вы лето обошли» (Б. Дубровин) — исп. Сергей Захаров, Иосиф Кобзон
- «Звёздная песня неба» (В. Фирсов) — исп. Геннадий Белов, Леонид Сметанников, Евгений Головин
- «Здравствуй» (В. Харитонов) — исп. Яак Йоала
- «Здравствуй, мама» (Р. Рождественский) — исп. Геннадий Белов, Людмила Зыкина
- «Зелёная ветка» (И. Шаферан) — исп. ВИА «Надежда», Татьяна Анциферова
- «Земля черна» (Б. Ческес) — исп. Екатерина Шаврина, Карел Готт
- «Зимний вечер» (А. Пушкин) — исп. Витольд Петровский
- «И не то, чтобы „Да“» (И. Шаферан) — исп. Олег Ухналёв, Николай Трубач
- «Игра в любовь» (В. Фёдоров) — исп. Николай Носков (гр. «Москва»)
- «Игра в четыре руки» (Б. Дубровин) — исп. Вадим Азарх и Анастасия Стоцкая
- «Играет орган» (М. Пляцковский) — исп. Валерий Ободзинский
- «Из вагантов» (перевод Л. Гинзбурга, из вагантов (XI−XIII вв.)) — исп. Игорь Иванов (ВИА «Надежда»), Максим Леонидов
- «Из Сафо» (VII век до н. э., пер. В. Вересаева) — исп. вокально-инструментальный оркестр «Современник»
- «Имена» (В. Харитонов) — исп. Лев Лещенко
- «И никто не знает» (В. Тушнова) — исп. Валентина Толкунова
- «Казашёнок» (Ю. Кушак) — исп. Клара Румянова
- «Как замёрзшая ветка» (В. Волконская, эстонский текст Леэло Тунгал) — исп. Марью Ляник
- «Как прекрасен этот мир» (В. Харитонов) — исп. Юлий Слободкин (ВИА «Москвичи»), ансамбль «Весёлые ребята», Юрий Антонов
- «Кадетский вальс» (П. Синявский) — исп. Иосиф Кобзон
- «Колокольчик вековой» (Б. Дубровин) — исп. Нина Матвеева (ВИА «Надежда»), Иосиф Кобзон
- «Кони в яблоках» (М. Танич) — исп. Виктор Салтыков (гр. «Электроклуб»), группа «Непоседы»
- «Королева рок-н-ролла» (Ю. Энтин) — исп. Лариса Долина
- «Короли, и валеты, и тройки» (И. Анненский) — исп. Валерий Леонтьев
- «Кружатся диски» (И. Кохановский) — исп. ВИА «Красные Маки», Валерий Леонтьев, Тынис Мяги
- «Летний снег» (М. Ножкин) — исп. Майя Кристалинская
- «Листопад» (В. Харитонов) — исп. Валерий Ободзинский
- «Листья летят» (В. Соколов) — исп. Людмила Гурченко
- «Любимая, спи» (Е. Евтушенко) — исп. ансамбль «Весёлые ребята» (сол. Леонид Бергер), Валерий Ободзинский
- «Любимый папа» (Ю. Энтин) — исп. группа «Непоседы»
- «Любовь — дитя планеты» (Е. Евтушенко) — исп. ансамбль «Весёлые ребята»
- «Любовь жестокая» (В. Харитонов) — исп. группа «На-на»
- «Магазин „Цветы“» (Л. Григорьева) — исп. София Ротару, Ирина Бабкина
- «Маленькая зима» (М. Рябинин) — исп. Людмила Сенчина
- «Мама белила хату» (А. Поперечный) — исп. Бисер Киров, Иосиф Кобзон
- «Мама моя» (В. Харитонов) — исп. Лев Лещенко
- «Марина» (В. Егоров) — исп. Вадим Мулерман
- «Миллениум — вальс» (Л Рубальская) — исп. Иосиф Кобзон
- «Миллион лет до н. э.» (В. Тушнова) — исп. группа «Москва»
- «Мой адрес — Советский Союз» (В. Харитонов) — исп. ВИА «Самоцветы»
- «Мой дом» (Л. Дербенёв) — исп. Нина Бродская
- «Мона-Лиза» (И. Кохановский) — исп. Александр Барыкин
- «Морская песня» (В. Харитонов) — исп. ВИА «Самоцветы»
- «Москва-Разлука» (Л. Виноградова) — исп. Давид Тухманов
- «Музыканты» (В. Харитонов) — исп. Олег Ухналёв
- «Мы с тобою танцуем» (В. Харитонов) — исп. Игорь Иванов, ретро-гр. «Кинокомедия», дуэт Иосиф Кобзон и Борис Моисеев
- «Налетели вдруг дожди» (В. Харитонов) — исп. Юлий Слободкин (ВИА «Москвичи»), ВИА «Самоцветы», гр. «Блестящие», Вадим Мулерман
- «Напрасные слова» (Л. Рубальская) — исп. Ирина Аллегрова, Александр Малинин
- «На острове, на острове» (Ю. Ряшенцев) — исп. Сергей Минаев
- «Наша служба» (Р. Рождественский) — исп. Лев Лещенко
- «Наши любимые» (И. Шаферан) — исп. Владимир Мулявин (ВИА «Песняры»), вокальный квартет «Аккорд», Игорь Николаев, «Новые Самоцветы»
- «Не беги» (А. Вознесенский) — исп. Виктор Салтыков (гр. «Электроклуб»)
- «Не вернуть» (А. Ахматова) — исп. Людмила Гурченко
- «Не забывай» (В. Харитонов) — исп. Яак Йоала, Анатолий Днепров
- «Не знаю, что и думать» (В. Харитонов) — исп. ВИА «Лейся, песня»
- «НЛО» (Р. Рождественский) — исп. группа «Москва»
- «Не могу забыть» или «Фронтовой вальс» или «Вальс в медсанбате» (В. Харитонов) — исп. София Ротару
- «Ненаглядная сторона» (И. Шаферан) — исп. Валерий Леонтьев, Сергей Мазаев
- «Не пойду искать» (В. Харитонов) — исп. Анатолий Днепров
- «Непросто быть вдвоём» (М. Пляцковский) — исп. ансамбль «Весёлые ребята», Эмиль Горовец
- «Нервы» (М. Рябинин) — исп. Ирина Аллегрова и Игорь Тальков (гр. «Электроклуб»)
- «Но всё-таки лето» (В. Харитонов) — исп. Ирина Аллегрова и Игорь Тальков (гр. «Электроклуб»), Александр Барыкин
- «Норильск» (М. Танич) — исп. Феликс Царикати
- «Ночь» (Памяти Маяковского) — исп. Николай Носков (гр. «Москва»)
- «Ну и дела!» (Л. Дербенёв) — исп. группа «Москва»
- «Объяснить невозможно» (И. Кохановский) — исп. ВИА «Лейся, песня»
- «Однажды» (А. Поперечный) — исп. Сергей Захаров
- «Октябрь» (А. Кымытваль, пер. В. Сергеев) — исп. София Ротару
- «Олимпиада-80» (Р. Рождественский) — исп. Тынис Мяги
- «Опять зима» (М. Ножкин) — исп. Лариса Мондрус
- «Остановите музыку» (В. Харитонов) — исп. Валерий Павлов (первый исполнитель 1977)[25], ВИА «Красные маки» (1978), Тынис Мяги, Анатолий Алёшин, Сергей Челобанов
- «От любви ещё никто не умирал» (Д. Иванов) — исп. Валерий Ободзинский
- «Офицерский марш» (Б. Дубровин) — исп. Иосиф Кобзон
- «Памяти гитариста» (Р. Рождественский) — исп. Александр Евдокимов
- «Памяти поэта» (А. Вознесенский) — исп. Александр Евдокимов
- «Память» (Б. Поплавский) — исп. Давид Тухманов
- «Парк последней надежды» (Г. Саркисьян) — исп. Галина Беседина
- «Песенка про сапожника» (В. Харитонов) — исп. ВИА «Лейся, песня», дуэт — Людмила Гурченко и Армен Джигарханян
- «Песня борцов за мир» (В. Харитонов) — исп. Леонид Шумский
- «Песня о Москве» (Б. Дубровин) — исп. Галина Ненашева
- «Петербург» (И. Анненский) — исп. Давид Тухманов
- «Печали свет» (Л. Рубальская) — исп. Иосиф Кобзон
- «По волне моей памяти» (Н. Гильен, пер. И. Тыняновой) — исп. Владислав Андрианов (ВИА «Лейся, песня»)
- «Поединок» (Д. Кедрин) — исп. Николай Носков (гр. «Москва»)
- «Пожар» (Л. Стефанова) — исп. Валерий Леонтьев
- «Пока молодой» (М. Ножкин) — исп. Иосиф Кобзон, Муслим Магомаев
- «Полоса невезения» (Л. Дербенёв и И. Шаферан) — исп. ансамбль «Весёлые ребята»
- «Помните» (Р. Рождественский) — исп. Сергей Захаров
- «Посвящение в альбом» (А. Мицкевич) — исп. Вокально-инструментальный оркестр «Современник»
- «Посвящение другу» (А. Саед-Шах) — исп. Александр Буйнов, Иосиф Кобзон, Давид Тухманов
- «Последняя дата» (В. Харитонов) — исп. София Ротару и Лев Лещенко
- «Последняя электричка» (М. Ножкин) — исп. Владимир Макаров.
- «Потерянный рай» (М. Танич) — исп. Александр Барыкин (гр. «Карнавал»)
- «Прибалтика» (Р. Казакова) — исп. Валерий Леонтьев
- «Приглашение к путешествию» (Ш. Бодлер) — исп. Александр Барыкин (ВИА «Самоцветы»)
- «Признание», или «Алина» (А. Пушкин) — исп. Олег Митяев, Давид Тухманов
- «Приметы» (А. Пушкин) — исп. Олег Митяев
- «Притяжение Земли» (Р. Рождественский) — исп. Лев Лещенко
- «Прощальный день» (А. Саед-Шах) — исп. Ирина Аллегрова и Игорь Тальков (гр. «Электроклуб»), Яак Йоала
- «Рабочая весна» (В. Харитонов) — исп. Иосиф Кобзон
- «Родина моя» (Р. Рождественский) — исп. София Ротару
- «Рукопись, найденная в бутылке» (Б. Поплавский) — исп. Давид Тухманов
- «Русская деревня» (М. Ножкин) — исп. Надежда Бабкина (анс. «Русская песня»)
- «С полуслова…» (И. Шаферан) — исп. ансамбль «Весёлые ребята» (сол. Леонид Бергер), Александр Градский, Юлий Слободкин
- «Со мною — вся моя страна» (Л. Дербенёв) — исп. Лев Лещенко, Леонид Сметанников
- «Сама любовь» (И. Шаферан) — исп. Яак Йоала, Лариса Долина
- «Сан Саныч» (Э. Вериго), исп. Нина Бродская
- «Свадебная песня» или «Слава невесте» (Ю. Ряшенцев) — исп. Сергей Мазаев
- «Свадебные кони» (А. Поперечный) — исп. Яак Йоала, Лев Лещенко, Давид Тухманов
- «Светлячок» (Ю. Энтин) — исп. Дмитрий Харатьян
- «Свободный вечер» (М. Ножкин) — исп. ВИА «Весёлые ребята», ВК «Гайя»
- «Семейный альбом» (М. Танич) — исп. ансамбль «Весёлые ребята», Эдита Пьеха
- «Сентиментальная прогулка» (П. Верлен) — исп. Сергей Беликов (гр. «Аракс»)
- «Сердце любить должно» (И. Шаферан) — исп. Татьяна Сашко, Янина Бразайтене, Борис Моисеев и трио «Экспрессия»
- «Синяя роза» (А. Поперечный) — исп. Ирина Аллегрова (гр. «Электроклуб»)
- «Сияй, Ташкент» (Р. Бабаджан, перевод Л. Ошанина) — исп. Альберт Асадуллин, гр. «Ялла»
- «Скажет девчонка» (В. Харитонов) — исп. ансамбль «Весёлые ребята»
- «Скорый поезд» (В. Харитонов) — исп. ансамбль «Весёлые ребята»
- «Слайды» (М. Пляцковский) — исп. София Ротару
- «Смятение» (А. Ахматова) — исп. Людмила Барыкина (ВИА «Надежда»), Ирина Аллегрова, Анастасия Стоцкая
- «Совершенно секретно» (Б. Дубровин) — исп. ВИА «Каскад»
- «Соловьиная роща» (А. Поперечный) — исп. Лев Барашков, Лев Лещенко
- «Старая мельница» (И. Кохановский) — исп. Екатерина Шаврина
- «Старое зеркало» (С. Осиашвили) — исп. Ирина Аллегрова (гр. «Электроклуб»), Екатерина Семёнова
- «Ступени» (И. Кохановский) — исп. Александр Барыкин
- «Так не должно быть» (Л. Дербенёв) — исп. Ольга Зарубина в дуэте с Михаилом Боярским
- «Так устроен свет» (М. Пляцковский) — исп. Майя Кристалинская
- «Такой любви не будет никогда» (И. Шаферан) — исп. трио «Меридиан»
- «Талисман» (А. С. Пушкин) — исп. Витольд Петровский
- «Там, в сентябре» (Л. Дербенёв) — исп. Валерий Леонтьев
- «Там, только там» (Э. Вериго) — исп. сёстры Зайцевы
- «Танцевальный час на Солнце» (С. Кирсанов) — исп. ансамбль «Весёлые ребята», Валерий Леонтьев
- «Тёмная лошадка» (Л. Рубальская) — исп. Ирина Аллегрова, Игорь Тальков (гр. «Электроклуб»)
- «Только ты молчи» или «Не провожай» (М. Ножкин) — исп. Нина Бродская, Татьяна Овсиенко
- «Третий человек» (М. Пляцковский) — исп. ВК «Аккорд»
- «Ты не забудешь обо мне» (И. Кохановский) — исп. ВИА «Лейся, песня»
- «Ты замуж за него не выходи» (И. Шаферан) — исп. Виктор Салтыков (гр. «Электроклуб»)
- «У той горы» (В. Харитонов) — исп. ансамбль «Весёлые ребята»
- «Ураган „Сюзанна“» (Ю. Энтин) — исп. Валерий Леонтьев
- «Феодосия» (В. Харитонов) — исп. Мария Лукач
- «Фотографии любимых» (В. Харитонов) — исп. Роберт Мушкамбарян, Яак Йоала, Николай Носков
- «Фото на память» (А. Поперечный) — исп. группа «Электроклуб»
- «Царевна» (Б. Дубровин) — исп. Валерий Ярушин (ВИА «Ариэль»)
- «Чёрная Мадонна» (Б. Поплавский) — исп. Давид Тухманов
- «Чистые пруды» (Л. Фадеев) — исп. Игорь Тальков (гр. «Электроклуб»), Сосо Павлиашвили, Григорий Лепс
- «Что-то было» (В. Харитонов) — исп. Яак Йоала, Татьяна Анциферова
- «Что-то есть в тебе такое» (В. Харитонов) — исп. группа Стаса Намина
- «Что нам остаётся от любви» (Д. Иванов) — исп. Валерий Ободзинский
- «Что-нибудь для души» (М. Танич) — исп. Лев Лещенко
- «Чудо-земля» (М. Танич) — исп. группа «Маки»
- «Элегия» (И. Кохановский) — исп. Александр Барыкин, Иосиф Кобзон
- «Эти глаза напротив» (Т. Сашко) — исп. Эмиль Горовец, Валерий Ободзинский, Яак Йоала (на эстонском языке), Филипп Киркоров, Витас
- «Это Москва» (Л. Дербенёв и И. Шаферан) — исп. ансамбль «Весёлые ребята», ВИА Москвичи (Юлий Слободкин)
- «Это только кажется» (Л. Козлова) — исп. Валентина Толкунова
- «Эх, я! Эх, ты!» (М. Рябинин) — исп. Ирина Аллегрова (гр. «Электроклуб»)
- «Я — гражданин Советского Союза» (Е. Евтушенко) — исп. Муслим Магомаев
- «Я еду к морю» (В. Харитонов) — исп. ВИА «Добры молодцы»
- «Я к тебе не подойду» (Л. Дербенёв, И. Шаферан) — исп. ансамбль «Весёлые ребята» (сол. Александр Лерман), Анна Герман, гр. «Челси»
- «Я люблю тебя, Россия» (М. Ножкин) — исп. Юрий Гуляев, Иосиф Кобзон, Галина Ненашева, Витольд Петровский, Татьяна Сашко
- «Я мысленно вхожу в Ваш кабинет» (М. Волошин) — исп. Мехрдад Бади (ВИА «Арсенал»)
- «Я не трус» (М. Ножкин) — исп. Михаил Ножкин
- «Я тебя не прощу» (Л. Рубальская) — исп. Виктор Салтыков (гр. «Электроклуб»)
- «Good-Night» (Перси Биши Шелли) — исп. Мехрдад Бади, группа «Серебро»

## Нотные издания
- Тухманов Д.Ф.; либр. Ю. Ряшенцева и Г. Полиди. Царица [Ноты] : опера-трагикомедия в 3-х актах. Клавир. Лимитированное нумерованное издание. - Оренбург: Оренбургское книжное издательство им. Г.П. Донковцева, 2018. - 332 с.
- Тухманов Д.Ф.; либр. Ю. Ряшенцева и Г. Полиди. Иосиф и братья [Ноты] : опера в 3-х актах. Клавир. - Оренбург: Оренбургское книжное издательство им. Г.П. Донковцева, 2020. - 400 с.
- Тухманов Д.Ф. Вокальные циклы на стихи Иннокентия Анненского и Георга Тракля [Ноты]. - Оренбург: Оренбургское книжное издательство им. Г.П. Донковцева, 2020. - 88 с.
- Тухманов Д.Ф. Марши. Партитуры для духового оркестра [Ноты]. - Оренбург: Оренбургское книжное издательство им. Г.П. Донковцева, 2020. - 208 с.
- Тухманов Д.Ф. Танго снов Бориса Поплавского. Музыкально-поэтический цикл для голоса и фортепиано [Ноты]. - Оренбург: Оренбургское книжное издательство им. Г.П. Донковцева, 2020. - 96 с.

## Дискография

### LP
- Песни Давида Тухманова (1970) EP
- Как прекрасен мир (1972) LP
- Мой адрес — Советский Союз (1973)[26]
- Эта весёлая планета (1974) LP
- По волне моей памяти (1976, 2022) LP
- Соловьиная роща (1976) EP
- Памяти гитариста. Памяти поэта (1978) EP
- Давид Тухманов. Песни (1979) EP
- НЛО (1982) LP
- Оглянись на детство (1985) LP
- Ступени (1985) LP
- Военные песни (1985) LP
- Сама любовь (1986) LP
- Путешествие мсье Перришона (1986)
- Электроклуб (1987) LP
- Электроклуб-2 (1989) LP

### CD
- По волне моей памяти (переизд.) (1994) CD
- Волшебные детские песенки (стихи Ю. Энтина) (двойной альбом) (2001) CD
- Европейская сюита (альбом) (2001) CD
- Карнавал-сюита (альбом) (2003) CD
- Светлячок и другие (2003) CD
- О многих шестиногих CD
- Марши для духового оркестра (альбом) (2004) CD
- По волне моей памяти (переизд.) (2005) CD
- Белый танец (альбом) (2005) CD
- Элегия (альбом) (2005) CD
- Посвящение другу (исп. И. Кобзон) (альбом) (2005) CD
- Сердце любить должно (альбом) (2005) CD
- Звёздная песня неба (альбом) (2006) CD
- Сама любовь (исп. Яак Йола) (альбом) (2007) CD
- Тёмная лошадка (гр. Электроклуб) (альбом) (2007) CD
- Любовь - дитя планеты (анс. «Весёлые ребята») (альбом) (2007) CD
- НЛО (переизд.) (2007) CD
- Не забывай (сборник), Вечное движение, Семейный альбом (2008) CD
- Танго снов Бориса Поплавского (альбом) (2010) CD
- Короли и валеты, и тройки CD

## Фильмография
- 1972 — Маленькие комедии большого дома (спектакль)
- 1974 — Эта весёлая планета
- 1974 — Дорогой мальчик
- 1985 — Инопланетянка
- 1985 — Следствие ведут ЗнаТоКи. Полуденный вор
- 1985 — Следствие ведут ЗнаТоКи. Пожар
- 1986 — Железное поле
- 1986 — Путешествие мсье Перришона
- 1986 — 55 градусов ниже нуля
- 1987 — Следствие ведут ЗнаТоКи. Бумеранг
- 1988 — Куколка
- 1988 — Следствие ведут ЗнаТоКи. Без ножа и кастета
- 1988 — Уважаемый леший
- 1989 — Следствие ведут ЗнаТоКи. Мафия
- 2001 — Русские амазонки
- 2004 — Одна ночь из тысячи
- 2006 — По волне моей памяти